# Cassiana
Cassiana é um gênero de mariposa pertencente à família Crambidae.